# Saint-Martin-de-Villereglan
Saint-Martin-de-Villereglan ist eine französische Gemeinde mit 386 Einwohnern (Stand: 1. Januar 2022) im Département Aude in der Region Okzitanien (vor 2016 Languedoc-Roussillon). Sie gehört zum Kanton La Région Limouxine im Arrondissement Limoux. Die Einwohner werden Villereglanais genannt.

## Geographie
Saint-Martin-de-Villereglan liegt etwa 20 Kilometer südwestlich von Carcassonne. Das Gemeindegebiet wird im Süden vom Fluss Sou durchquert, der hier seinen Zufluss Blau aufnimmt und zur Aude entwässert. Umgeben wird Saint-Martin-de-Villereglan von den Nachbargemeinden Villarzel-du-Razès im Norden, Montclar im Nordosten, Cépie im Osten, Pieusse im Südosten, Limoux im Süden, Gaja-et-Villedieu im Südwesten, Lauraguel im Westen sowie Malviès im Westen und Nordwesten.

## Bevölkerungsentwicklung
| Jahr                       | 1962 | 1968 | 1975 | 1982 | 1990 | 1999 | 2006 | 2019 |
| -------------------------- | ---- | ---- | ---- | ---- | ---- | ---- | ---- | ---- |
| Einwohner                  | 241  | 227  | 172  | 190  | 223  | 248  | 315  | 361  |
| Quellen: Cassini und INSEE |      |      |      |      |      |      |      |      |

## Sehenswürdigkeiten
- Kirche Notre-Dame
- Schloss Villereglan